# 今さらジロー
「今さらジロー」（いまさらジロー）は、小柳ルミ子の38枚目のシングル。1984年5月5日にSMS Recordsから発売された。

## 概要
表題曲の作詞作曲は、前作「お久しぶりね」に続いて杉本真人が担当した。小柳はこの曲で第35回NHK紅白歌合戦に出場し、第15回「日本歌謡大賞」放送音楽賞を受賞した。

## 収録曲
1. 今さらジロー（4分0秒）
作詞・作曲：杉本真人／編曲：梅垣達志
2. 冷たい水（4分20秒）
作詞：下田逸郎／作曲・編曲：梅垣達志